# Peter Dunn
Hon. Henry Peter Kestel Dunn (* 11. Januar 1935) ist ein australischer Politiker der Liberal Party of Australia, der unter anderem von 1982 bis 1997 Mitglied des South Australian Legislative Council sowie zwischen 1994 und 1997 Präsident des Legislativrates war.

## Leben
Henry Peter Kestel Dunn war als Farmer tätig und wurde für die Liberal Party of Australia am 6. November 1982 erstmals zum Mitglied des South Australian Legislative Council gewählt, des Oberhauses des Parlaments von South Australia, und gehörte diesem bis zum 10. Oktober 1997 an. Während seiner Mitgliedschaft war er insbesondere Vertreter der Interessen der Bewohner der Eyre-Halbinsel und zwischen dem 25. August 1988 und dem 10. Februar 1992 Mitglied des Ständigen Parlamentsausschusses für öffentliche Arbeiten (Parliamentary Standing Committee on Public Works) sowie anschließend vom 11. Februar 1992 bis zum 9. Februar 1994 Mitglied des Ausschusses für Umwelt, Ressourcen und Entwicklung (Environment, Resources and Development Committee).
Als Nachfolger von Gordon Bruce von der Australian Labor Party (ALP) übernahm Peter Dunn am 10. Februar 1994 das Amt als Präsident des Legislativrates und bekleidete dieses bis zu seinem Ausscheiden aus dem Legislative Council am 10. Oktober 1997, woraufhin sein Parteifreund Jamie Irwin diesen Posten übernahm. Am 20. November 1997 wurde ihm aufgrund einer mindestens dreijährigen Amtszeit als Präsident des Legislativrates der Höflichkeitstitel The Honourable verliehen.
Für seine Verdienste wurde ihm am 1. Januar 2001 anlässlich des 100-jährigen Bestehens des Australischen Bundes die Centenary Medal verliehen.

## Hintergrundliteratur
- Parliament of South Australia: Statistical Record of the Legislature 1836–2007 (Memento vom 11. März 2019 im Internet Archive)
- Robert Martin: Responsible Government in South Australia, Band 2, Wakefield Press, 2009, ISBN 978-1-8625-4-8442, S. 83 f. (Onlineversion (Auszug))

## Weblink
- Hon Peter Dunn. In: Parlament von South Australia. Abgerufen am 28. März 2024 (englisch).